# Tamopsis reevesbyana
Tamopsis reevesbyana là một loài nhện trong họ Hersiliidae. T. reevesbyana được miêu tả năm 1987 bởi Martin Baehr & Barbara Baehr.